# Millville, Kalifornien
Millville är en så kallad census-designated place i Shasta County i Kalifornien. Vid 2010 års folkräkning hade Millville 727 invånare.

## Kända personer från Millville
- Denver S. Dickerson, politiker